# 139e régiment d'infanterie (États-Unis)
Pour les articles homonymes, voir 139e régiment.
Le 139e régiment d'infanterie est un régiment d'infanterie de l'armée américaine.
Le premier 139e régiment d'infanterie est formé pendant la Première Guerre mondiale avec des troupes de la Garde nationale du Missouri et du Kansas et combat au sein de la 35e division d'infanterie.
Le second 139e régiment d'infanterie existe brièvement de 1954 à 1959 avec la 30e division d'infanterie de la Garde nationale de Caroline du Nord.

## Histoire

### Première Guerre mondiale
Le premier 139e régiment d'infanterie est formé à l'origine pour servir pendant la Première Guerre mondiale à partir des troupes du Kansas et du Missouri, dont le 4e régiment d'infanterie du Missouri.
Le 4e régiment d'infanterie de la Garde nationale du Missouri est organisé le 1er mars 1891 avec sept compagnies stationnées dans des villes du nord de l'état. Il passe au service fédéral le 16 mai 1898 à Jefferson Barracks sous le nom de 4e régiment d'infanterie volontaire du Missouri et stationne à Camp Alger (en), en Virginie, à Camp Meade (en), en Pennsylvanie puis à Greenville, en Caroline du Sud. Le régiment est démobilisé à Camp Wetherill, en Caroline du Sud, le 10 février 1899 et repasse au service de l'état du Missouri.
Le 4e régiment du Missouri est à nouveau enrôlé dans le service fédéral le 26 juin 1916 pour servir à la frontière mexicaine et va stationner à Laredo. Il est démobilisé le 28 février 1917 à Fort Riley.
Finalement, il est enrôlé dans le service fédéral le 5 août 1917 à Nevada, Missouri. Le 1er octobre 1917, le 3e régiment d'infanterie du Kansas et le 4e du Missouri sont fusionnés pour créer le 139e régiment d'infanterie, affecté à la 35e division d'infanterie. Le régiment arrive en Angleterre le 7 mai 1918 et commence son entraînement et son transit pour le combat en France. Le régiment effectue son premier combat le 26 septembre 1918 dans le secteur de Sommedieue. Faisant partie de la 70e brigade, il attaque aux côtés du 140e régiment d'infanterie (en). Après avoir pris ses objectifs dans ce secteur, le régiment part combattre en Argonne. Lorsque le 139e est relevé par des éléments de la 1re division d'infanterie le 1er octobre 1918, le taux de pertes du régiment atteint 65 %. Le régiment est démobilisé entre le 9 et le 11 mai 1919 à Fort Riley, mais n'est pas reconstitué lors de la réorganisation d'après-guerre de la Garde nationale.

### Années 1950
Le 139e régiment d'infanterie est constitué le 28 octobre 1954 dans la Garde nationale de Caroline du Nord et affecté à la 30e division d'infanterie. Ses unités sont organisées à partir d'éléments existants des deux autres régiments d'infanterie de Caroline du Nord, le 119e (en) et le 120e (en), et le régiment a son quartier général à Reidsville. Le 139e est créé pour remplacer à la 30e division d'infanterie le 117e régiment d'infanterie (en) du Tennessee, qui part créer la 30e division blindée (en). Lors de la réorganisation des divisions pentomic le 1er avril 1959, le régiment est démantelé et fusionné avec le 120e régiment d'infanterie, à l'exception du 3e bataillon, fusionné avec le 196e régiment blindé (en).